# Auburn (Maine)
Auburn ist eine City im Androscoggin County des Bundesstaates Maine in den Vereinigten Staaten  mit 24.061 Einwohnern (laut Volkszählung von 2020). Es ist die Shire Town des Androscoggin Countys. Auburn liegt im Südwesten Maines an den Fällen des Androscoggin River gegenüber von Lewiston. Aufgrund der Nähe Lewistons und Auburns werden sie auch als Einheit mit LA abgekürzt.

## Geographie
Nach dem United States Census Bureau hat Auburn eine Gesamtfläche von 170,27 km², von der 153,66 km² Land sind und 16,60 km² aus Gewässern bestehen.

### Geographische Lage
Auburn liegt im Süden des Androscoggin Countys, an der Grenze zum Cumberland County. Im Osten wird das Gebiet der City durch den Androscoggin River begrenzt und im Norden grenzt der Androscoggin Riverlands State Park an. Auf dem Gebiet der City befinden sich im Norden die zwei größeren Seen Lake Auburn und Tyler Pond. Der Little Androscoggin River durchfließt die Town zentral in östliche Richtung und mündet bei Auburn in den Androscoggin River.

### Nachbargemeinden
Alle Entfernungen sind als Luftlinien zwischen den offiziellen Koordinaten der Orte aus der Volkszählung 2010 angegeben.
- Norden: Turner 6,8 km
- Nordosten: Greene 12,3 km
- Osten: Lewiston, die Zwillingsstadt: wenige 100 Meter östlich am anderen Flussufer
- Südosten: Durham, 14,4 km
- Süden: New Gloucester, 7,0 km
- Westen: Poland, 16,1 km
- Nordwesten: Mechanic Falls, 17,3 km

Größere Städte in der weiteren Umgebung sind:
- Bath, etwa 45 km südöstlich

### Stadtgliederung
Auburn gliedert sich in eine größere Zahl von Ansiedlungen und Villages zu diesen gehören: Auburn (eigentlich Lewiston Falls, Goff’s Corner, Pekin), Auburn Plains, Barker Mill, Danville, Danville Corner, Dirigo (Standort des ehemaligen Postamtes), East Auburn, East Minot (Standort eines ehemaligen Postamtes, welches von Minot ausgelagert war), Harmons Corner, Haskell Corner, Hacketts (Standort des ehemaligen Bahnhofs), Lewiston Falls (ehemaliges Postamt für Auburn), Lewiston Junction, Littlefield Corner, Marstons Corner (Hardscrabble), Nason's Mills (Standort des ehemaligen Postamtes), New Auburn, North Auburn, Parsons Mills (Parsons Mill), Penleys Corner (Penley Corner), Rowes Corner (Rowe Corner, Rowe Corners), Rumford Junction, South Danville, Stevens Mill, Thompson Corner, West Auburn, West Danville (später South Auburn, Standort des ehemaligen Postamtes an der Lewiston Junction), Youngs Corner.

### Klima
Die mittlere Durchschnittstemperatur in Auburn liegt zwischen −6,1 °C (21° Fahrenheit) im Januar und 21,7 °C (71° Fahrenheit) im Juli. Damit ist der Ort gegenüber dem langjährigen Mittel der USA um etwa 10 Grad kühler. Die Schneefälle zwischen Oktober und Mai liegen mit über fünfeinhalb Metern knapp doppelt so hoch wie die mittlere Schneehöhe in den USA, die tägliche Sonnenscheindauer liegt am unteren Rand des Wertespektrums der USA.

## Geschichte
Der Ort Auburn wurde 1786 auf der rechten Flussseite des Androscoggin River gegründet, genau gegenüber der Siedlung Lewiston. Die beiden Siedlungen sind von Anfang an in hohem Maße miteinander verbunden gewesen, so dass man von den „Zwillingsstädten“ Maines spricht. Als eigenständige Town wurde Auburn im Jahr 1842 anerkannt, zur City wurde es im Jahr 1868 erhoben, nachdem Land einiger umgebender Towns in Auburns Stadtfläche eingemeindet worden war.
Bis in die Mitte des 19. Jahrhunderts lebte Auburn, wie die meisten Orte in Maine, von seinen Holzmühlen. Schon früh ließen sich hier auch französische Siedler als Schuhmacher nieder, die sehr erfolgreich waren. Als sie 1835 die erste Schuhfabrik der USA in der Stadt gründeten, wurde Auburn jedoch rasch das Zentrum der Schuhindustrie. Auch heute noch lebt die Stadt in erster Linie von ihrer Schuhproduktion.
Die wirtschaftliche Entwicklung profitierte auch durch die Erschließung durch die Eisenbahn. Die Überlandstraßenbahn Androscoggin and Kennebec Railway verknüpfte ab 1908 die Zentren Bath, Auburn, Lewiston und Augusta. Die Portland–Lewiston Interurban Railroad verband als Interurban von 1914 bis 1933 Portland mit Lewiston. Heute unterhält die Bahnstrecke Cumberland Center–Bangor einen Bahnhof in Auburn.

### Einwohnerentwicklung
| Volkszählungsergebnisse – City of Auburn, Maine | Volkszählungsergebnisse – City of Auburn, Maine | Volkszählungsergebnisse – City of Auburn, Maine | Volkszählungsergebnisse – City of Auburn, Maine | Volkszählungsergebnisse – City of Auburn, Maine | Volkszählungsergebnisse – City of Auburn, Maine | Volkszählungsergebnisse – City of Auburn, Maine | Volkszählungsergebnisse – City of Auburn, Maine | Volkszählungsergebnisse – City of Auburn, Maine | Volkszählungsergebnisse – City of Auburn, Maine | Volkszählungsergebnisse – City of Auburn, Maine |
| Jahr                                            | 1800                                            | 1810                                            | 1820                                            | 1830                                            | 1840                                            | 1850                                            | 1860                                            | 1870                                            | 1880                                            | 1890                                            |
| ----------------------------------------------- | ----------------------------------------------- | ----------------------------------------------- | ----------------------------------------------- | ----------------------------------------------- | ----------------------------------------------- | ----------------------------------------------- | ----------------------------------------------- | ----------------------------------------------- | ----------------------------------------------- | ----------------------------------------------- |
| Einwohner                                       |                                                 |                                                 |                                                 |                                                 |                                                 | 2.840                                           | 4.022                                           | 6.169                                           | 9.555                                           | 11.250                                          |
| Jahr                                            | 1900                                            | 1910                                            | 1920                                            | 1930                                            | 1940                                            | 1950                                            | 1960                                            | 1970                                            | 1980                                            | 1990                                            |
| Einwohner                                       | 12.951                                          | 15.064                                          | 16.985                                          | 18.571                                          | 19.817                                          | 23.134                                          | 24.449                                          | 24.151                                          | 23.128                                          | 24.039                                          |
| Jahr                                            | 2000                                            | 2010                                            | 2020                                            | 2030                                            | 2040                                            | 2050                                            | 2060                                            | 2070                                            | 2080                                            | 2090                                            |
| Einwohner                                       | 23.203                                          | 23.055                                          | 24.061                                          |                                                 |                                                 |                                                 |                                                 |                                                 |                                                 |                                                 |

## Kultur und Sehenswürdigkeiten

### Museen
Knight House Museum (1796): Das älteste Fachwerkhaus des Ortes. In ihm ist ein Schuhmacherladen mit einer Einrichtung von vor 1835 erhalten.

### Bauwerke
In Auburn wurden zwei Distrikte und eine Reihe von Gebäuden unter Denkmalschutz gestellt und ins National Register of Historic Places aufgenommen:
Als Distrikt wurde unter Denkmalschutz gestellt:
- Auburn Commercial Historic District, aufgenommen 2014, Register-Nr. 14001087
- Main Street Historic District, aufgenommen 1989, Register-Nr. 89000255

Weitere Gebäude:
- Androscoggin County Courthouse and Jail, aufgenommen 1983, Register-Nr. 83003633
- Auburn Public Library, aufgenommen 1984, Register-Nr. 84001357
- Barker Mill, aufgenommen 1979, Register-Nr. 79000123
- William Briggs Homestead, aufgenommen 1986, Register-Nr. 86000477
- Charles L. Cushman House, aufgenommen 1980, Register-Nr. 80000210
- Danville Junction Grange #65, aufgenommen 2016, Register-Nr. 16000138
- Holman Day House, aufgenommen 1978, Register-Nr. 78000155
- Frank L. Dingley House, aufgenommen 1980, Register-Nr. 80000211
- Engine House, aufgenommen 1978, Register-Nr. 78000156
- First Universalist Church, aufgenommen 1979, Register-Nr. 79000126
- Horatio G. Foss House, aufgenommen 1976, Register-Nr. 76000084
- Free Baptist Church, aufgenommen 1989, Register-Nr. 89000843
- A. A. Garcelon House, aufgenommen 1986, Register-Nr. 86001269
- Gay-Munroe House, aufgenommen 2001, Register-Nr. 01001422
- Irish Site, aufgenommen 1992, Register-Nr. 92001517
- Charles A. Jordan House, aufgenommen 1974, Register-Nr. 74000147
- F.M. Jordan Housel, aufgenommen 2014, Register-Nr. 14001088
- Lamoreau Site, aufgenommen 1989, Register-Nr. 89000837
- Edward Little House, aufgenommen 1976, Register-Nr. 76000086
- Horace Munroe House, aufgenommen 1980, Register-Nr. 80000213
- Roak Block, aufgenommen 1982, Register-Nr. 82000738
- William A. Robinson House, aufgenommen 1993, Register-Nr. 93000204
- Wilson I Site, aufgenommen 1992, Register-Nr. 92001512
- Webster Grammar School, aufgenommen 2010, Register-Nr. 10000806

## Wirtschaft und Infrastruktur

### Verkehr
Auburn und Lewiston sind über die Interstate 95 und eine Eisenbahnlinie mit den Zentren Augusta im Norden und südlich mit Biddeford und Boston in Massachusetts verbunden. Der U.S. Highway 202 führt in nordsüdliche Richtung durch die City.

### Medien
Auburn wird über eine in der Zwillingsstadt Lewison erscheinende Tageszeitung, das „Sun Journal“, mit einer Lokalzeitung versorgt.

### Bildung
In Auburn ist das gesamte amerikanische Schulspektrum vertreten, von Elementary Schools über diverse Highschools und Colleges bis hin zu einem Zweig der University of Maine.
Auburn setzt seit 2011 als erste Stadt in den USA iPads in großem Umfang als Unterrichtsmittel an Grundschulen ein.

## Persönlichkeiten

### Söhne und Töchter der Stadt
- Tony Atlas (* 1954), Ringkämpfer
- Lenny Breau (1941–1984), Jazzgitarrist
- George S. Hammond (1921–2005), Chemiker
- Robert Luce (1862–1946), US-Kongressabgeordneter
- Elmer Drew Merrill (1876–1956), Botaniker
- Julie Parisien (* 1971), Skirennläuferin, Teilnehmerin an den Olympischen Winterspielen 1992
- Armand G. Sansoucy (1910–1983), Politiker und Maine State Auditor
- Olympia Snowe (* 1947), US-Senatorin und -Kongressabgeordnete
- Frederick King Turgeon (1901–1987), Romanist

### Persönlichkeiten, die vor Ort gewirkt haben
- Neria Douglass (* 1952), Politikerin, City Councilor  von Auburn,  Maine State Auditor und Maine State Treasurer
- Thomas Fessenden (1826–1868), Jurist und Politiker
- Charles W. Walton (1819–1900), Jurist und Politiker